# 日下部宗正
日下部 宗正（くさかべ むねまさ）は、江戸時代の武士。江戸幕府旗本。

## 経歴・人物
徳川秀忠に仕え、西丸小姓組番士となり、蔵米200俵を賜う。寛永10年（1633年）2月7日200石を加えられ、蔵米を采地に改められ知行高400石となる。2月26日家督を継ぐ。